# Davidovac (gmina Kladovo)
Davidovac (cyr. Давидовац) – wieś w Serbii, w okręgu borskim, w gminie Kladovo. W 2011 roku liczyła 534 mieszkańców.